# Joaquín Gaztambide Garbayo

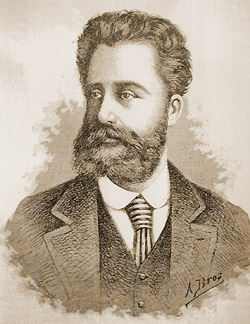
Joaquín Romualdo Gaztambide

Joaquín Romualdo Gaztambide Garbayo (Tudela, Navarra, 7 februari 1822 – Madrid, 18 maart 1870) was een Spaans componist, dirigent, pianist en contrabassist.

## Levensloop
Gaztambide Garbayo studeerde solfège in zijn geboortestad bij Pablo Rubla, die organist en koorleider aan de kathedraal was. Op 12-jarige leeftijd ging hij naar Pamplona en studeerde piano en compositie bij José Guelbunzu en Mariano García. In Pamplona speelde hij ook contrabas in het theater orkest.
In 1842 ging hij naar Madrid en studeerde aan het Real Conservatorio de Música y Declamación de María Cristina onder andere piano bij Pedro Albéniz y Basanta en compositie bij Ramón Carnicer. Als contrabassist werkte hij in de orkesten van verschillende theaters (Teatro del Circo, Teatro del Príncipe, Teatro de la Cruz). Verder verzorgde hij optredens in de provincies samen met de fluitist Pedro Sarmiento en de hoboïst Pedro Soler.
In 1847 werd hij dirigent van een orkest en ging met Spaanse acteurs en een ballet compagnie naar Parijs en verzorgde daar optredens.
Terug in 1849 in Madrid werd hij dirigent het orkest van het Teatro Español de Madrid. Tegelijkertijd begon hij met het componeeren. Sinds 1850 was hij co-dirigent, samen met Francisco Asenjo Barbieri en Rafael Hernando Palomar, aan de theaters Theatro de Variedades en het Theatro de los Basilios.
In 1851 was hij samen met Francisco Asenjo Barbieri, Rafael Hernando Palomar, José Inzenga Castallanos medeoprichter van de Sociedad Artística Musical, die het nieuwe Teatro del Circo met zarzuela's verzorgde. In 1856 wisselde hij samen met Francisco Asenjo Barbieri naar het nieuwe Teatro de la Zarzuela de Madrid.
In 1859 deed hij opnieuw een concertrijs naar Parijs en Londen.
In 1865 werd hij dirigent van het orkest van het Teatro de los Campos Eliseos (o Rossini) in Madrid. In 1868 werd hij president van de Sociedad de conciertos.
In 1869 deed hij nog een concert reis naar Cuba en Mexico, maar hij werd erg ziek. Na zijn terugkomst voor een operatie overleed hij in Madrid.

## Composities

### Muziektheater

#### Zarzuela
- 1846 Un alijo en Sevilla, 1 acte - librettro: José Olona
- 1850 A última hora, 1 acte - librettro: José Olona
- 1850 Las señas del archiduque, 2 actes - libretto: Ceferino Suárez Bravo
- 1850 Escenas en Chamberí, 1 acte (samen met: Francisco Asenjo Barbieri, Cristóbal Domingo Romualdo Oudrid y Segura en Rafael Hernando Palomar ) - libretto: José Olona
- 1851 La picaresca, 2 actes (samen met: Francisco Asenjo Barbieri) - libretto: Carlos García Doncel en Eusebio Asquerino
- 1851 Al amanecer - libretto: Mariano Pina
- 1851 Tribulaciones, 2 actes - libretto: Tomás Rodríguez Rubí
- 1851 Por seguir a una mujer, 1 acte (samen met: Francisco Asenjo Barbieri en Rafael Hernando Palomar) - libretto: Luis de Olona
- 1852 El estreno de una artista, 1 acte - libretto: Ventura de la Vega
- 1852 El secreto de la reina, 3 actes (samen met: Rafael Hernando Palomar en José Inzenga Castallanos) - librettro: Luis de Olona
- 1852 El valle de Andorra, 3 actes - libretto: Luis de Olona
- 1853 La cotorra, 1 acte - libretto: Luis de Olona
- 1853 Don Simplicio Bobadilla, 3 actes (samen met: Francisco Asenjo Barbieri, Rafael Hernando Palomar en José Inzenga Castallanos) - libretto: Manuel Tamayo en Victorino Tamayo
- 1853 La cisterna encantanda, 3 actes - libretto: Ventura de la Vega
- 1853 El hijo de familia (El lancero voluntario), 3 actes (samen met: Cristóbal Domingo Romualdo Oudrid y Segura en Pascual Emilio Arrieta y Corera - libretto: Luis de Olona
- 1854 Un día de reinado (Reinar un día), 3 actes (samen met: Francisco Asenjo Barbieri, José Inzenga Castallanos en Cristóbal Domingo Romualdo Oudrid y Segura) - libretto: Antonio García Gutiérrez en Luis de Olona
- 1854 Catalina, 3 actes - libretto: Luis de Olona
- 1855 Estebanillo Peralta, 3 actes (samen met: Cristóbal Domingo Romualdo Oudrid y Segura) - libretto: Ventura de la Vega
- 1855 Los comuneros, 3 actes - libretto: Adelardo López de Ayala
- 1855 El sargento Federico, 4 actes (samen met: Francisco Asenjo Barbieri) - libretto: Luis de Olona
- 1856 El amor y el almuerzo, 1 acte - libretto: Luis de Olona
- 1856 Entre dos aguas, 3 actes (samen met: Francisco Asenjo Barbieri) - libretto: Antonio Hurtado
- 1856 La, 1 acte (samen met: Pascual Emilio Arrieta y Corera en Francisco Asenjo Barbieri) - libretto: Luis de Olona
- 1856 Cuando ahorcaron a Quevedo, 3 actes (samen met: Manuel Fernández Caballero) - libretto: L. Eguílaz
- 1857 El lancero, 1 acte - libretto: Francisco Camprodón
- 1857 Los magyares (madgyares), 4 actes - libretto: Luis de Olona
- 1858 Amar sin conocer, 3 actes (samen met: Francisco Asenjo Barbieri) - libretto: Luis de Olona
- 1858 Casado y soltero, 1 acte - libretto: Luis de Olona
- 1858 Un pleito, 1 acte - libretto: Francisco Camprodón
- 1858 El juramento, 3 actes - libretto: Luis de Olona
- 1859 Un viaje aerostático, 1 acte (samen met: Cristóbal Domingo Romualdo Oudrid y Segura) - libretto: Javier Ramírez
- 1859 La hija del pueblo, 2 actes - libretto: Emilio Álvarez
- 1860 El diablo las carga, 3 actes - libretto: Francisco Camprodón
- 1860 Una vieja, 3 actes - libretto: Francisco Camprodón
- 1861 Anarquía conyugal, 1 acte - libretto: Jacinto Octavio Picón
- 1861 Una niña, 1 acte - libretto: Francisco Camprodón
- 1861 La edad en la boca, 1 acte - libretto: Narciso Serra
- 1861 Una historia en un mesón, 1 acte - libretto: Narciso Serra
- 1861 Del palacio a la taberna, 3 actes - libretto: Francisco Camprodón
- 1862 ¡En las astas del toro!, 1 acte - libretto: Carlos Frontaura
- 1862 Las hijas de Eva, 3 actes - libretto: Luis Mariano de Larra y Wetoret
- 1863 Matilde y Malek-Adel, 3 actes (samen met: Cristóbal Domingo Romualdo Oudrid y Segura) - libretto: Carlos Frontaura
- 1863 La conquista de Madrid, 3 actes - libretto: Luis Mariano de Larra y Wetoret
- 1864 Antes del baile, en el baile y después del baile, 1 acte - libretto: Manuel del Palacio en Emilio Álvarez
- 1867 Los caballeros de la Tortuga, 3 actes - libretto: Eusebio Blasco
- 1868 La varita de virtudes, 3 actes - libretto: Luis Mariano de Larra y Wetoret

#### Opera
- 1849 La mensajera, opera, 2 actes - librettro: Luis de Olona
- 1852 El sueño de una noche de verano, opera, 3 actes - libretto: Patricio de la Escosura

#### Muziek voor Schouwspel
- 1853 Jaime el Barbudo van Sixto Cámara

### Werken voor piano
- El jarabe, canción uit de zarzuela, Por seguir a una muger, voor piano

## Publicaties
- Ángel Sagardía Sagardía: Gaztambide y Arrieta. Fondo de Publicaciones del Gobierno de Navarra. Pamplona, 1983.

- Biblioteca Nacional de España: XX873295
- Bibliothèque nationale de France: cb14814360z (data)
- Catàleg d'autoritats de noms i títols de Catalunya: 981058518758006706
- Gemeinsame Normdatei: 122704053
- International Standard Name Identifier: 0000 0000 8146 7323
- Library of Congress Control Number: n82056735
- MusicBrainz: c1552fd3-7ba2-4e53-8200-2d04235de73c
- SNAC: w6cc17t2
- Virtual International Authority File: 66731206
- WorldCat: E39PBJf493DgPrctD6wrTbJxDq